# Chrysler New Yorker
Chrysler New Yorker – samochód osobowy klasy luksusowej, a następnie klasy średniej i klasy wyższej produkowany pod amerykańską marką Chrysler w latach 1939–1996.

## Pierwsza generacja

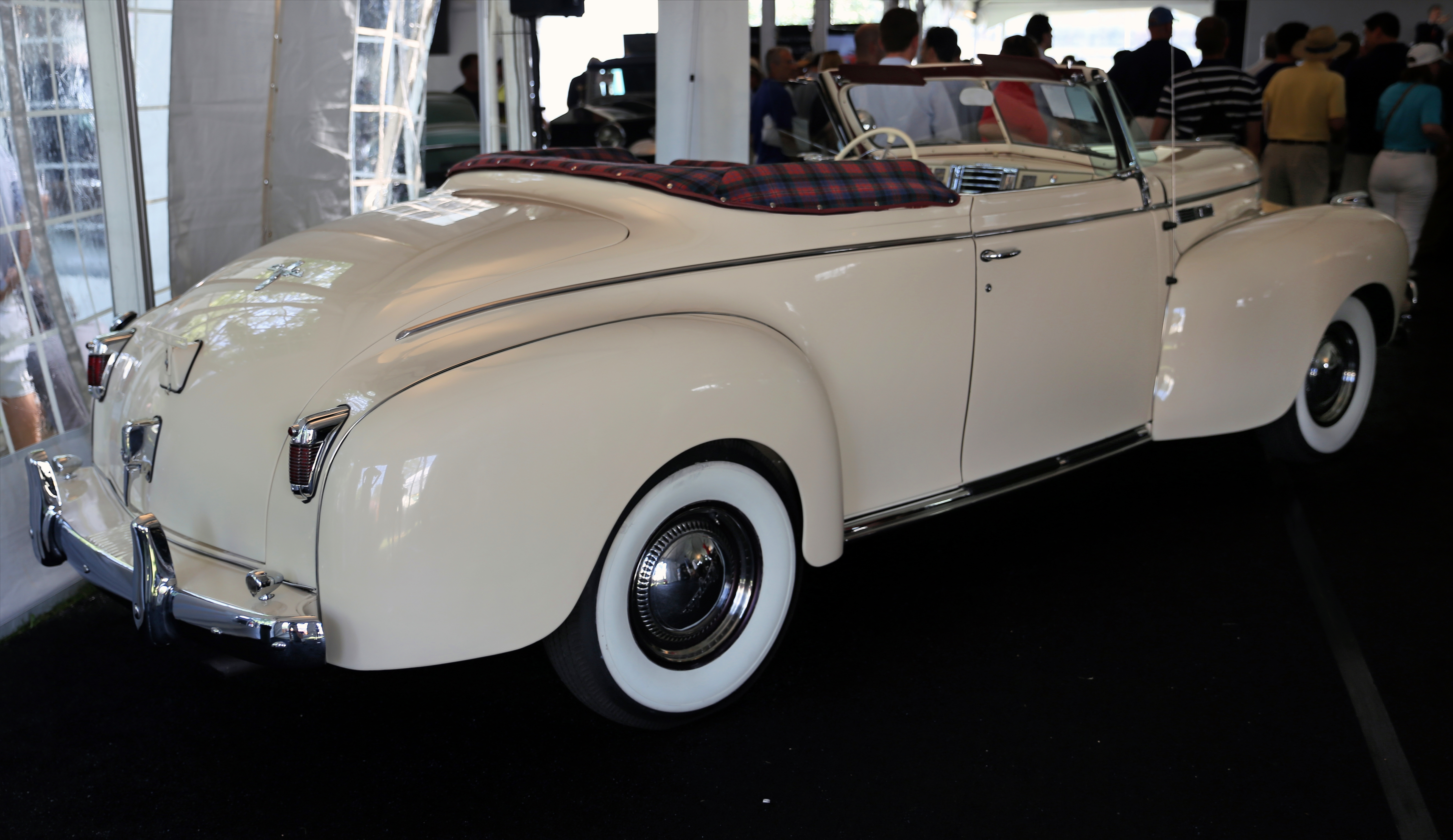
Chrysler New Yorker I - tył

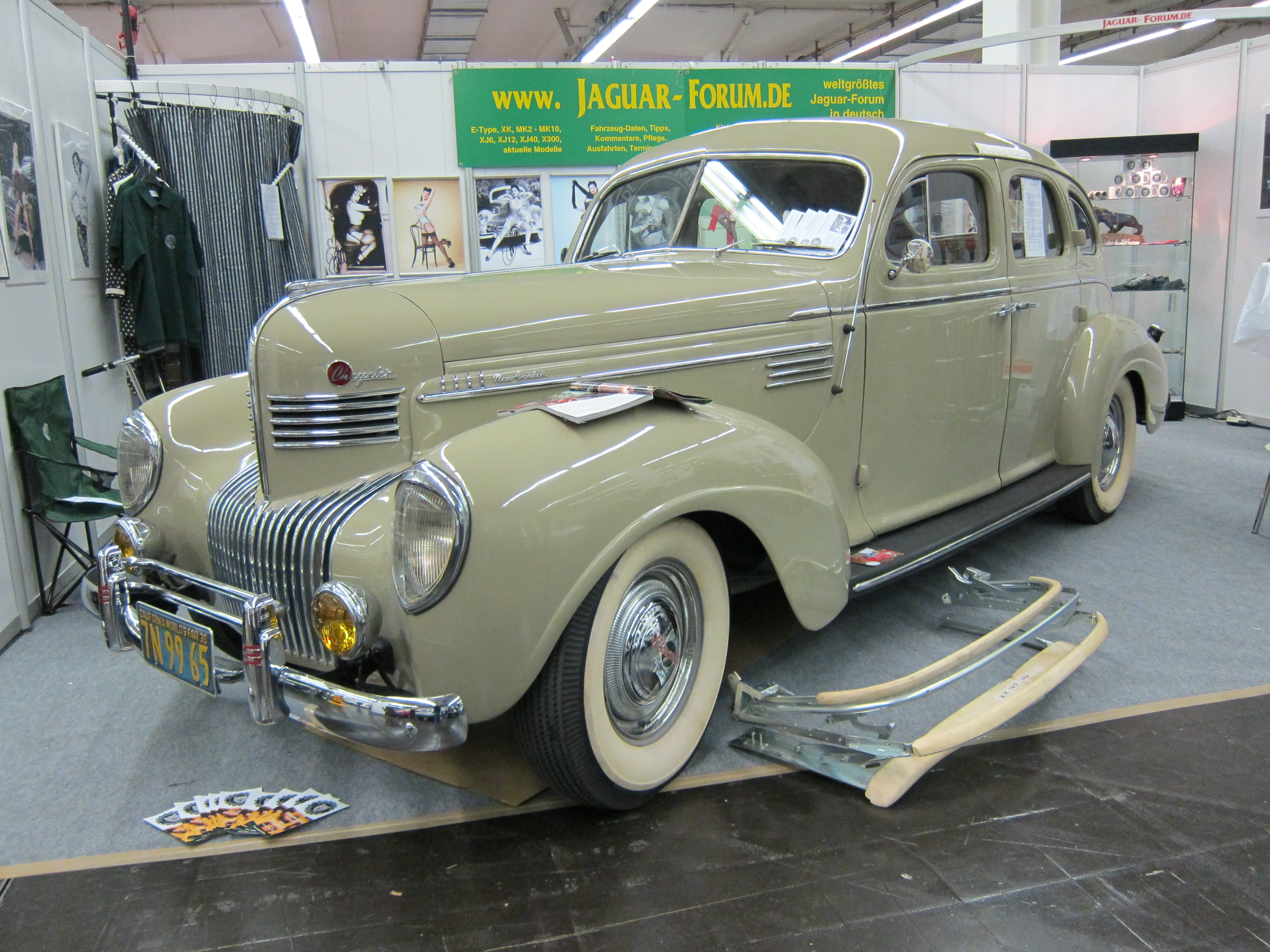
Chrysler New Yorker I Limousine

Chrysler New Yorker I został zaprezentowany po raz pierwszy w 1939 roku.
Po raz pierwszy nazwa New Yorker pojawiła się na rzecz luksusowego modelu, który Chrysler zaprezentował w 1939 roku. Samochód uzupełnił ofertę producenta opierając się na tej samej platformie i podzespołach, na których zbudowano modele Saratoga oraz Imperial.
W stosunku do tego drugiego modelu, New Yorker I był pozycjonowany jako tańszy i mniej luksusowy wariant.

### Silniki
- L8 4.9l C-19
- L8 5.3l C-23

### Dane techniczne
- V8 5,3 l (5301 cm³), 2 zawory na cylinder, SV[3]
- Układ zasilania: gaźnik
- Średnica cylindra × skok tłoka: 82,55 mm × 123,80 mm
- Stopień sprężania: 7,45:1
- Moc maksymalna: 143 KM (107 kW) przy 3400 obr./min
- Maksymalny moment obrotowy: 366 N•m przy 1600 obr./min

## Druga generacja

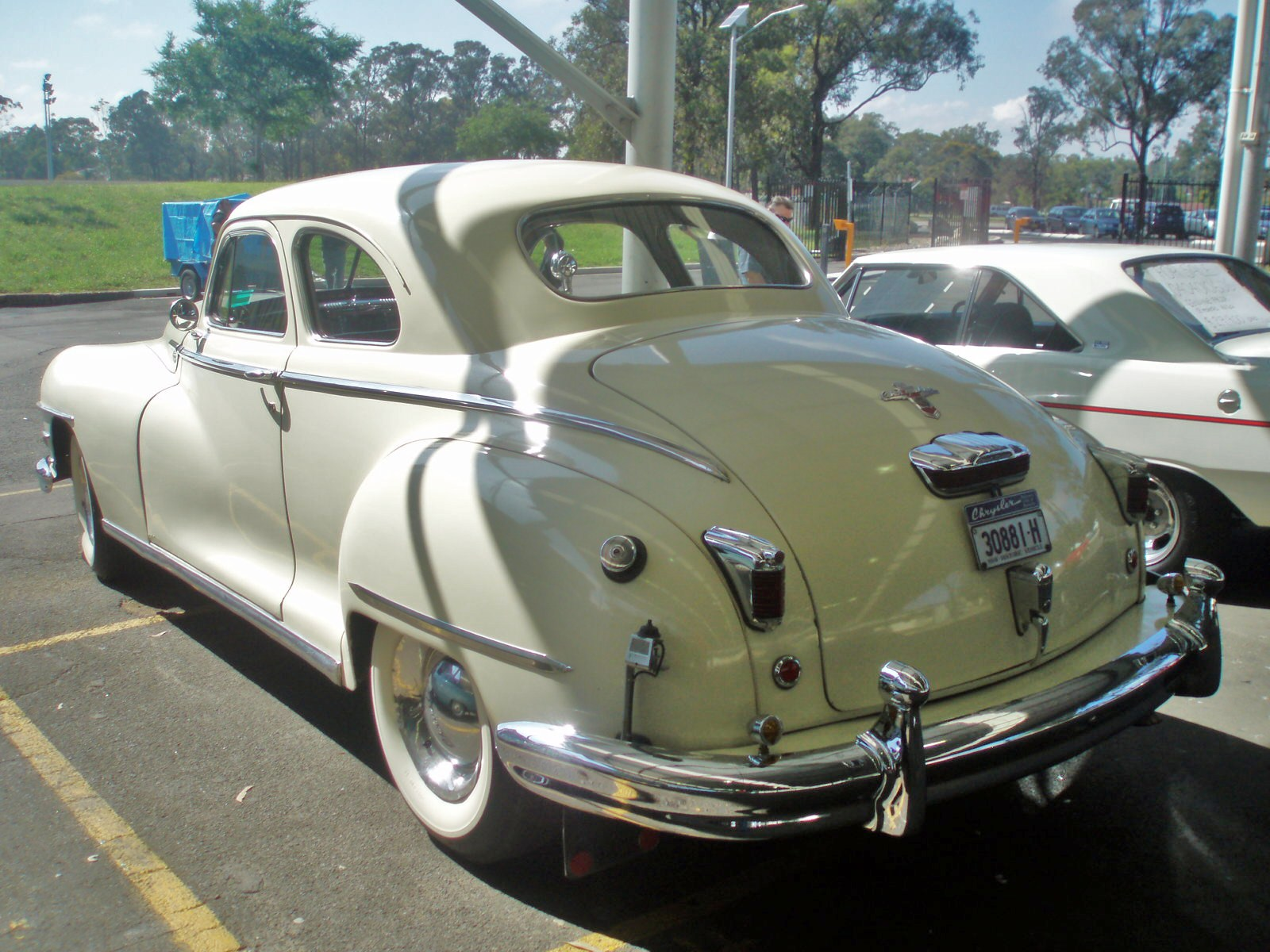
Chrysler New Yorker II - tył

Chrysler New Yorker II został zaprezentowany po raz pierwszy w 1946 roku.
W 1946 roku Chrysler zaprezentował zupełnie nową, drugą generację New Yorkera opartą na technologii innych przedstawionych wówczas dużych modeli marki. Podobnie jak w przypadku poprzednika, samochód pełnił funkcję jednej z najdroższych i najbardziej luksusowych limuzyn w ofercie, plasując się jedynie poniżej topowego modelu Imperial. Charakterystycznym elementem stylistyki był rozbudowany pas przedni z chromowanymi paskami na nadkolach.

### Silniki
- L8 5.3l

### Dane techniczne
- V8 5,3 l (5302 cm³), 2 zawory na cylinder, SV[5]
- Układ zasilania: gaźnik
- Średnica cylindra × skok tłoka: 82,55 mm × 123,80 mm
- Stopień sprężania: 7,45:1
- Moc maksymalna: 143 KM (100,5 kW) przy 3400 obr./min
- Maksymalny moment obrotowy: 366 N•m przy 1600 obr./min
- Przyspieszenie 0-80 km/h: b/d
- Przyspieszenie 0–100 km/h: 19 s
- Czas przejazdu ¼ mili: 20,8 s
- Prędkość maksymalna: 137 km/h
- Skrzynia biegów: 4-stopniowa automatyczna (dostępna również 3-biegowa manualna)
- Średnie zużycie paliwa: 18,7l/100 km

## Trzecia generacja

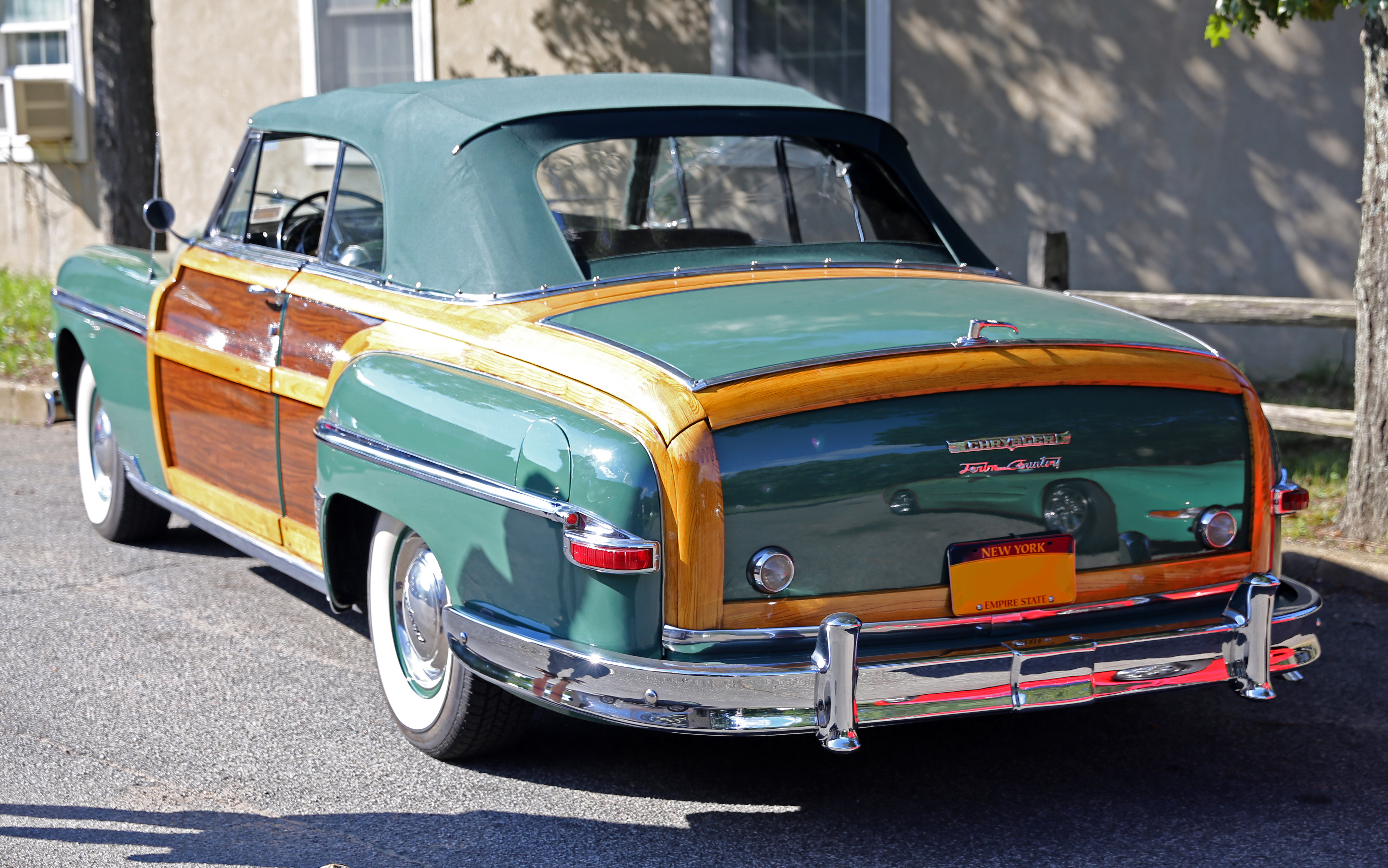
Chrysler New Yorker III - tył

Chrysler New Yorker III został zaprezentowany po raz pierwszy w 1949 roku.
W 1949 roku Chrysler przedstawił trzecią generację modelu New Yorker, który ponownie powstał jako jeden z wariantów tej samej konstrukcji pełnowymiarowego samochodu luksusowego oferowanego pod różnymi nazwami. W zależności od wyposażenia i określonej grupy docelowej, nosiły one różne nazwy. Podobnie jak poprzednik, New Yorker znów stanowił wariant pozycjonowany poniżej topowej, sztandarowej limuzyny Chrysler Imperial.

### Silniki
- L8 5.3l Spitfire
- V8 5.4l FirePower

### Dane techniczne
- V8 5,4 l (5422 cm³), 2 zawory na cylinder, OHV[7]
- Układ zasilania: gaźnik
- Średnica cylindra × skok tłoka: 96,80 mm × 92,10 mm
- Stopień sprężania: 7,5:1
- Moc maksymalna: 183 KM (134 kW) przy 4000 obr./min
- Maksymalny moment obrotowy: 423 N•m przy 2000 obr./min
- Przyspieszenie 0-80 km/h: 10,0 s
- Przyspieszenie 0–100 km/h: 13,6 s
- Czas przejazdu ¼ mili: 19,3 s
- Prędkość maksymalna: 170 km/h

## Czwarta generacja

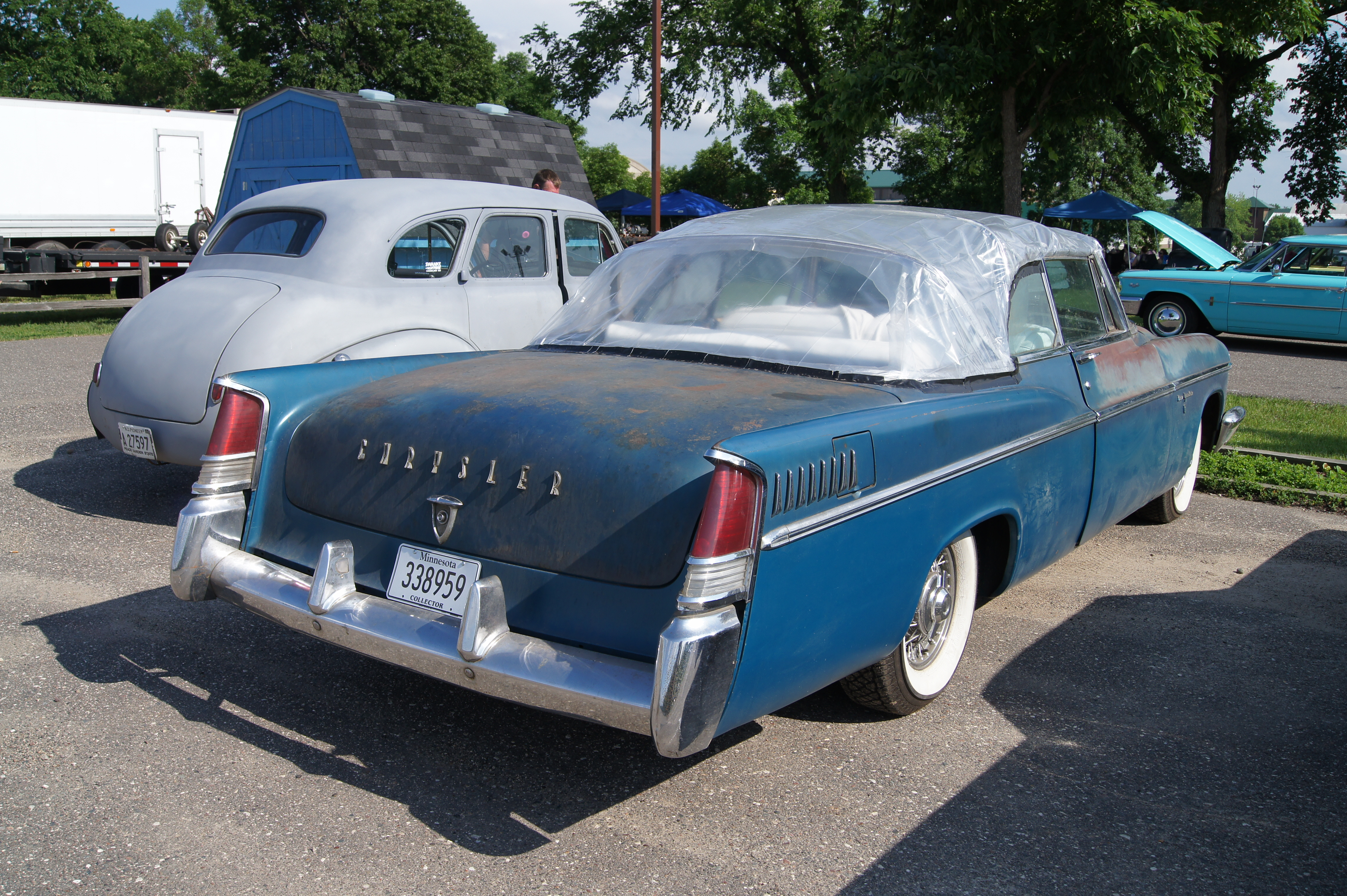
Chrysler New Yorker IV - tył

Chrysler New Yorker IV został zaprezentowany po raz pierwszy w 1955 roku.
Kolejna, czwarta generacja Chryslera New Yorker została przedstawiona w połowie lat 50. XX wieku jako kolejna generacja pełnowymiarowych samochodów luksusowych Chryslera. Tym razem pokrewnymi konstrukcjami były modele Town & Country oraz Windsor. Wobec tego pierwszego New Yorker był bardziej luksusową i klasycznej stylizowaną wariacją, za to wobec modelu Windsor pełnił funkcję droższej alternatywy pozycjonowanej wyżej w ofercie.

### Silnik
- V8 5.8l

### Dane techniczne
- V8 6,4 l (6435 cm³), 2 zawory na cylinder, OHV[9]
- Układ zasilania: gaźnik
- Średnica cylindra × skok tłoka: b/d mm × b/d mm
- Stopień sprężania: 9,0:1
- Moc maksymalna: 325 KM (242,5 kW)
- Maksymalny moment obrotowy: 583 N•m
- Przyspieszenie 0-80 km/h: b/d
- Przyspieszenie 0–100 km/h: 9,4 s
- Czas przejazdu ¼ mili: 16,5 s
- Prędkość maksymalna: 195 km/h
- Skrzynia biegów: 3-stopniowa automatyczna
- Średnie zużycie paliwa: 22,5l/100 km

## Piąta generacja

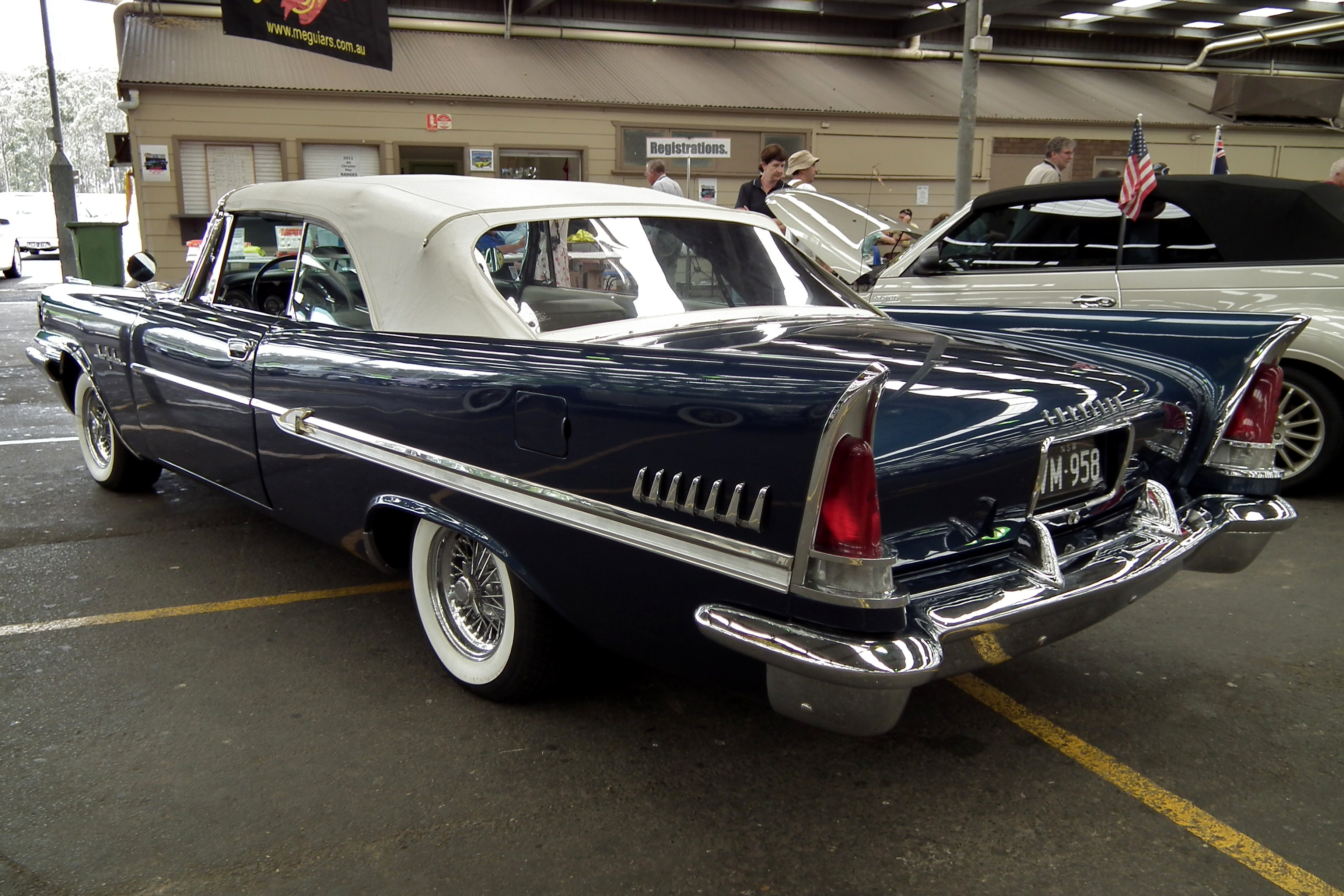
Chrysler New Yorker V - tył

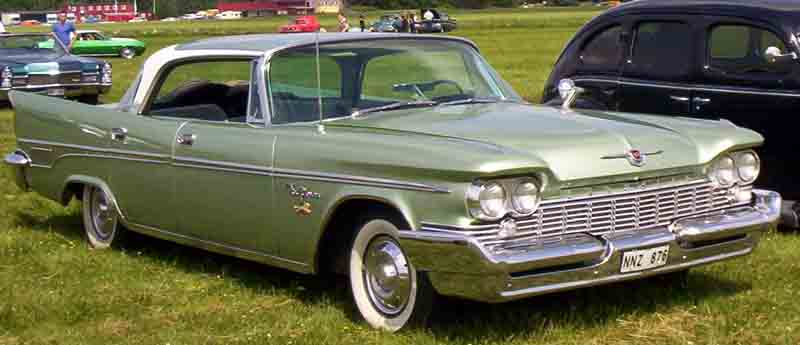
Chrysler New Yorker V po drugim liftingu

Chrysler New Yorker V został zaprezentowany po raz pierwszy w 1957 roku.
1957 rok przyniósł premierę kolejnej, piątej już generacji limuzyny New Yorker. Samochód powstał według nowej koncepcji, wyróżniając się wyraźnie większym i masywniejszym nadwoziem. Podobnie jak inne konkurencyjne modele opracowane przez amerykańskie marki w drugiej połowie lat 50. XX wieku, New Yorker V charakteryzował się charakterystycznymi, skrzydlatymi błotnikami i masywnym, szerokim nadwoziem. Przednią część nadwozia wyróżniał duży, chromowany grill biegnący przez całą szerokość nadwozia.

### Restylizacje
Przez Kolejne 5 lata produkcji Chrysler New Yorker V przeszedł kilka restylizacji. Polegały one głównie na zmieniającym się wyglądzie pasa przedniego, gdzie podobnie jak w pokrewnych modelach Town & Country, Saratoga i Windsor zmieniało się m.in. rozmiejscowienie reflektorów i atrapy chłodnicy.

### Silnik
- V8 6.4l

### Dane techniczne
- V8 5,8 l (5787 cm³), 2 zawory na cylinder, OHV[12]
- Układ zasilania: gaźnik
- Średnica cylindra × skok tłoka: b/d mm × b/d mm
- Stopień sprężania: 9,0:1
- Moc maksymalna: 280 KM (206 kW) przy 4600 obr./min
- Maksymalny moment obrotowy: 380 N•m przy 2800 obr./min
- Przyspieszenie 0-80 km/h: b/d
- Przyspieszenie 0–100 km/h: 10,7 s
- Czas przejazdu ¼ mili: 17,8 s
- Prędkość maksymalna: 181 km/h
- Skrzynia biegów: 2-stopniowa automatyczna

## Szósta generacja

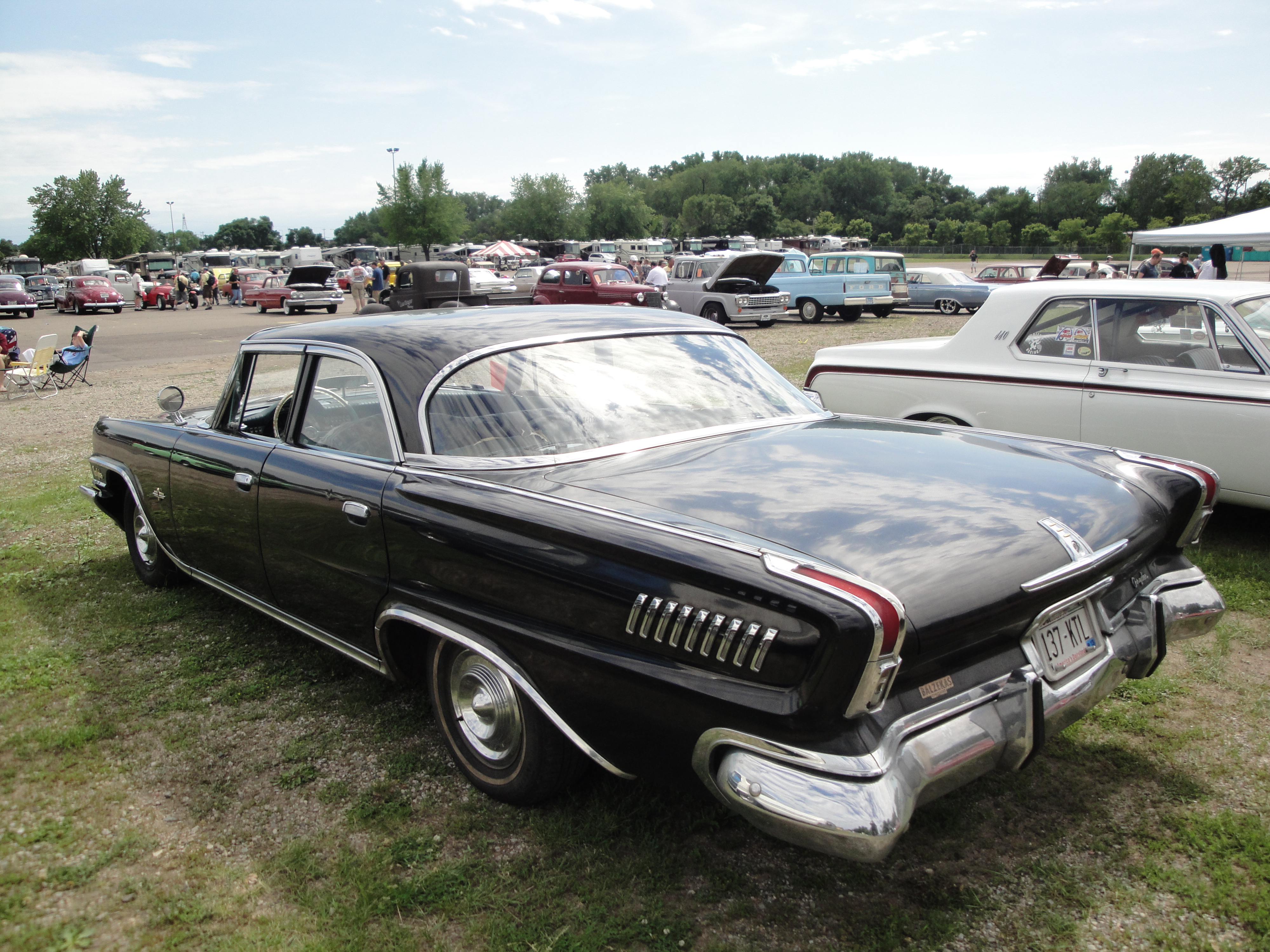
Chrysler New Yorker VI - tył

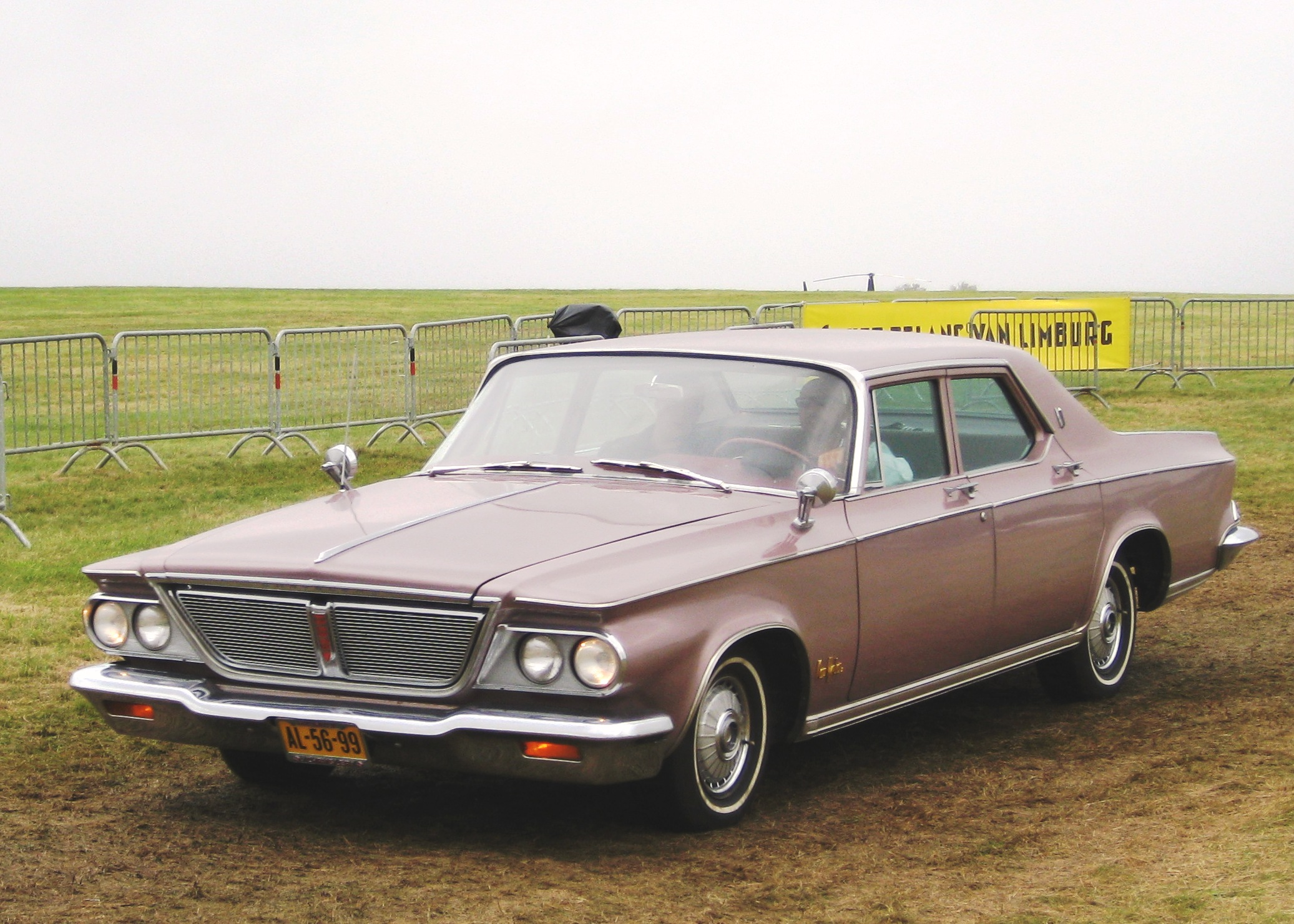
Chrysler New Yorker VI po ostatnim liftingu

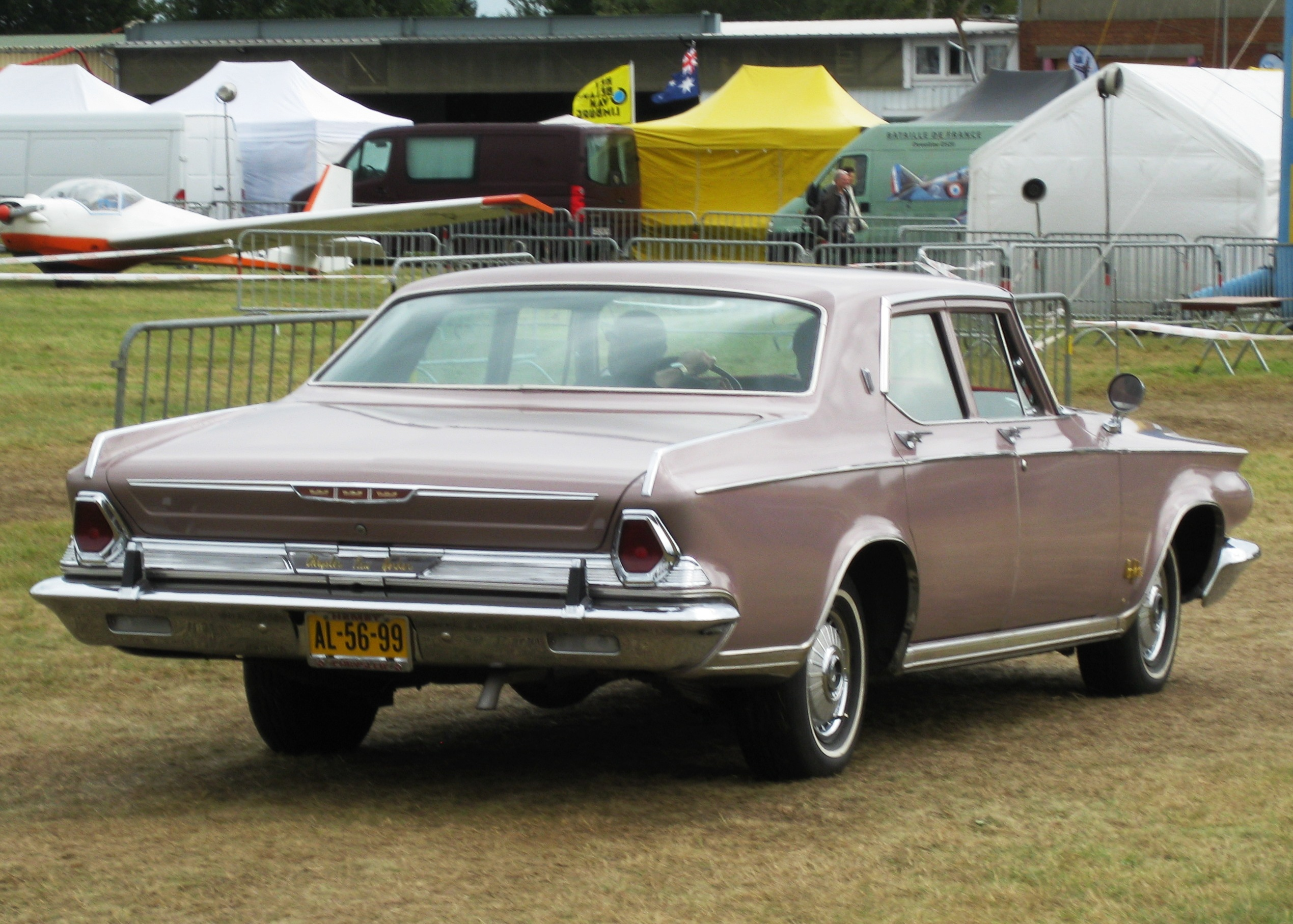
Chrysler New Yorker VI - tył po ostatnim liftingu

Chrysler New Yorker VI został zaprezentowany po raz pierwszy w 1960 roku.
W 1960 roku zadebiutowała szósta generacja New Yorkera, która powstała na gruntownie zmodernizowanej platformie poprzednika. Samochód przeszedł ewolucyjny  zakres zmian w wyglądzie, zyskując bardziej awangardowy kształt tylnych błotników - stały się masywniejsze i bardziej strzeliste. Charakterystycznym elementem stała się również duża, chromowana atrapa chłodnicy na planie trapezu. Podobnie jak poprzednicy, Chrysler New Yorker VI ponownie był bliźniaczą konstrukcją wobec innych pełnowymiarowych modeli w ofercie producenta przedstawionych w tym czasie, odróżniając się od nich głównie kolorystyką nadwozia i poziomem wyposażenia.

### Restylizacje
Na przestrzeni trwającej 5 lat produkcji, szósta generacja New Yorkera przeszła kilka dużych restylizacji. Podobnie do pokrewnych modeli jak np. Newport, modyfikacje obejmowały głównie aspekty wizualne i polegały na zmieniającym się wyglądzie pasa przedniego, a także tylnej części nadwozia. Wraz z kolejnymi modernizacjami, New Yorker VI zyskał bardziej stonowany wygląd i mniej awangardowe kształty.

### Silnik
- V8 6.8l

## Siódma generacja

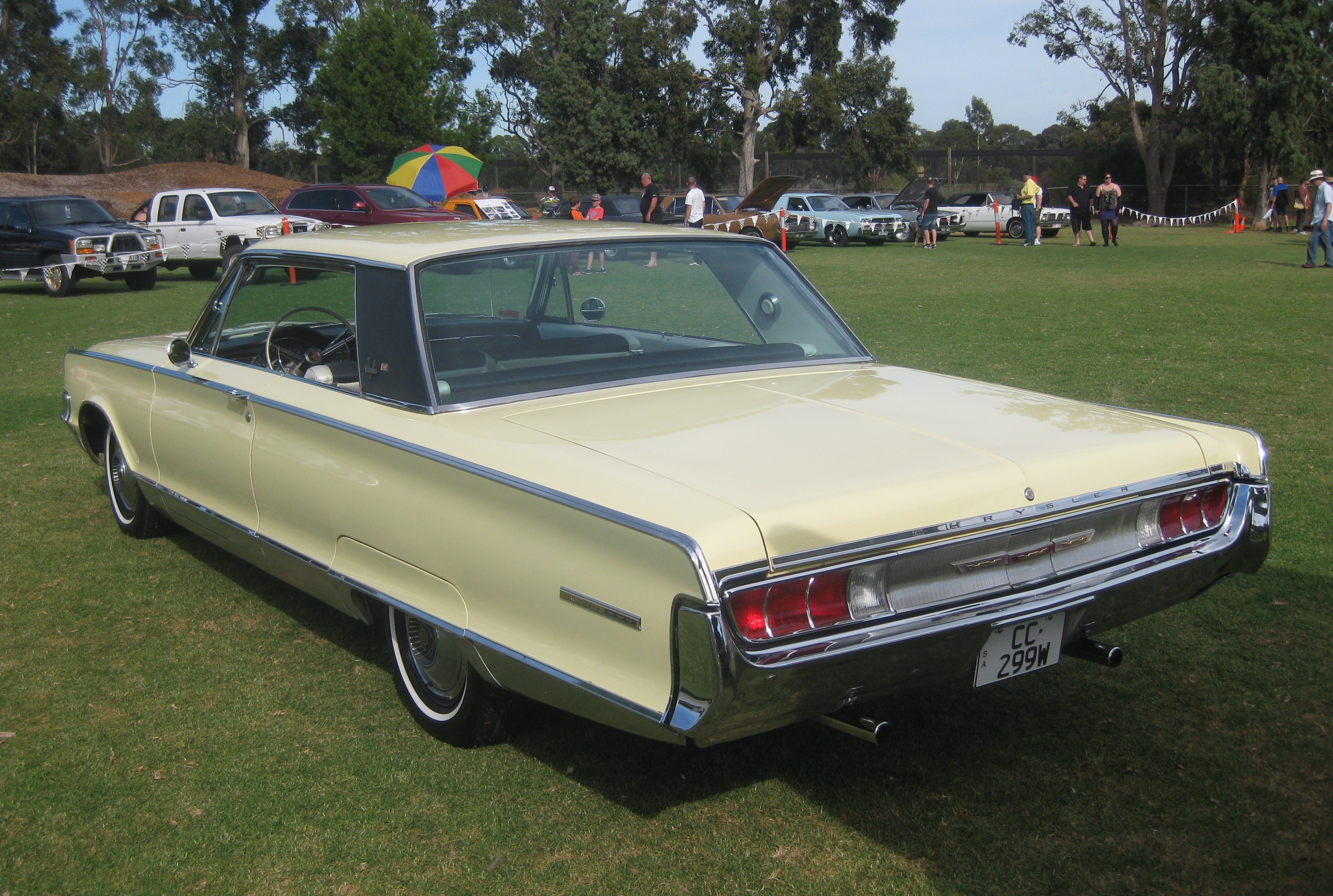
Chrysler New Yorker VII - tył

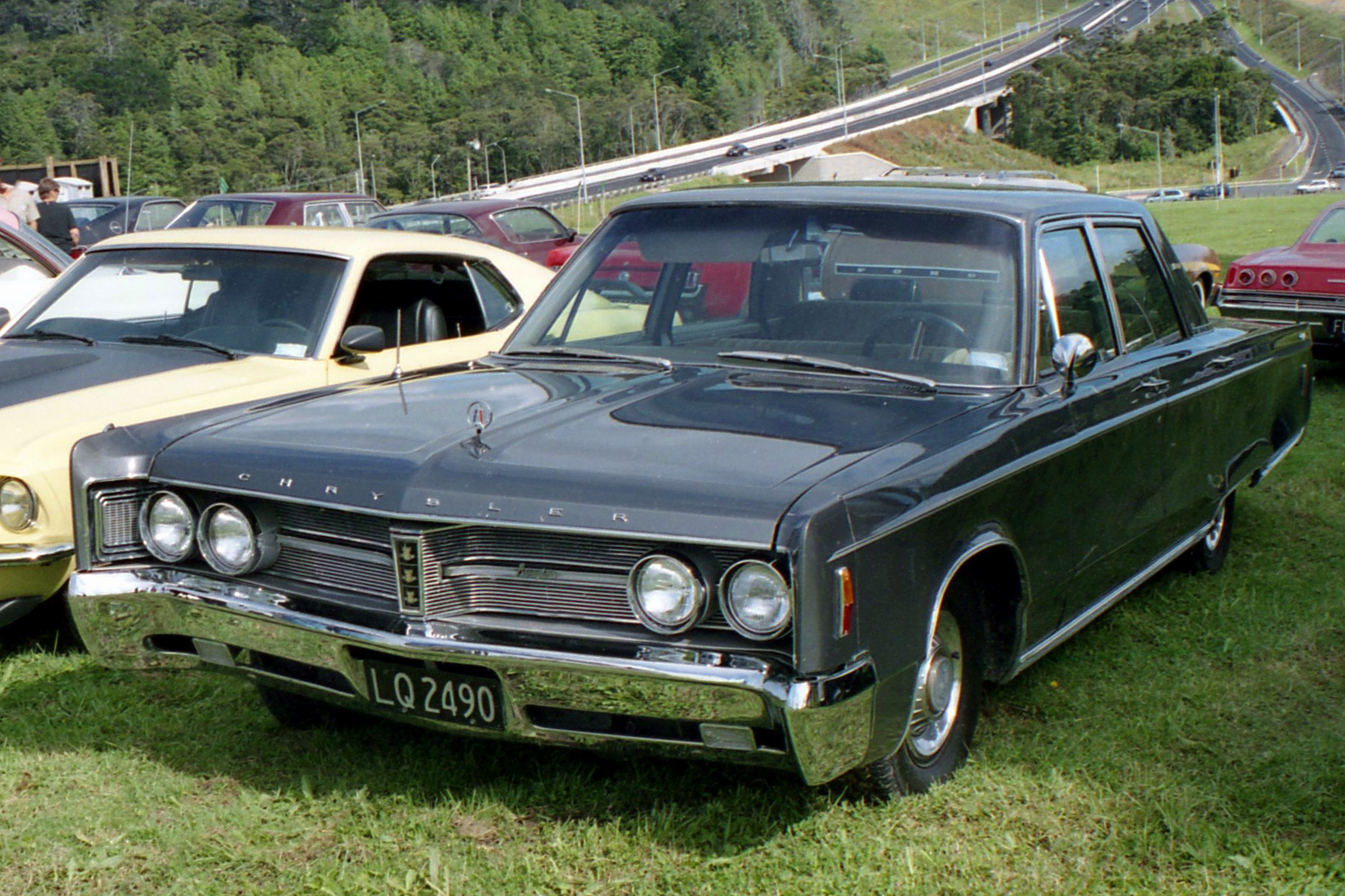
Chrysler New Yorker VII po pierwszym liftingu

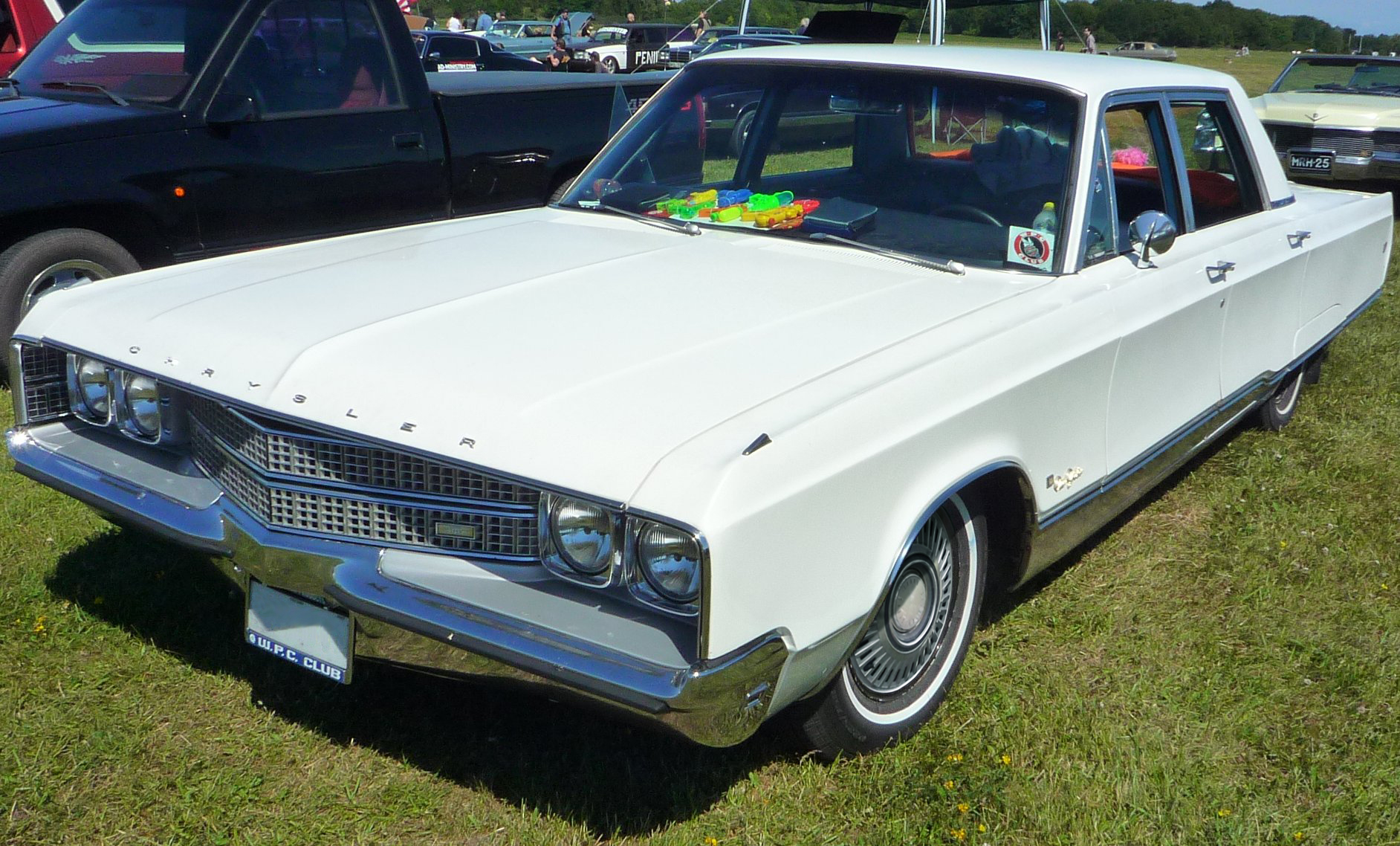
Chrysler New Yorker VII po drugim liftingu

Chrysler New Yorker VII został zaprezentowany po raz pierwszy w 1965 roku.
W 1965 roku Chrysler przedstawił siódmą generację New Yorkera w gruntownie zmodernizowanej postaci. Podobnie jak pokrewne modele Town & Country i Newport, wraz z modernizacją luksusowa limuzyna zyskała bardziej stonowane i kanciaste proporcje. Charakterystycznym elementem stały się wyraźnie zaakcentowane, podłużne błotniki, a także do połowy zakryte tylne nadkole. Przedni pas wyróżniała duża, chromowana atrapa chłodnicy zintegrowana z reflektorami.

### Restylizacje
Na przestrzeni rynkowego stażu New Yorkera VII, samochód wzorem pokrewnych modeli Town & Country i Newport przeszedł kilka restylizacji. Zmiany wizualne obejmowały głównie wygląd pasa przedniego, dzięki którym zmieniało się wypełnienie oraz układ poprzeczek w atrapie chłodnicy.

### Silniki
- V8 6.8l RB
- V8 7.2l RB

### Dane techniczne
- V8 7,2 l (7206 cm³), 2 zawory na cylinder, OHV
- Układ zasilania: gaźnik
- Średnica cylindra × skok tłoka: 109,70 mm × 95,30 mm
- Stopień sprężania: 9,7:1
- Moc maksymalna: 355 KM (261 kW) przy 4400 obr./min
- Maksymalny moment obrotowy: 651 N•m przy 2800 obr./min
- Przyspieszenie 0–100 km/h: b/d
- Prędkość maksymalna: 193 km/h

## Ósma generacja

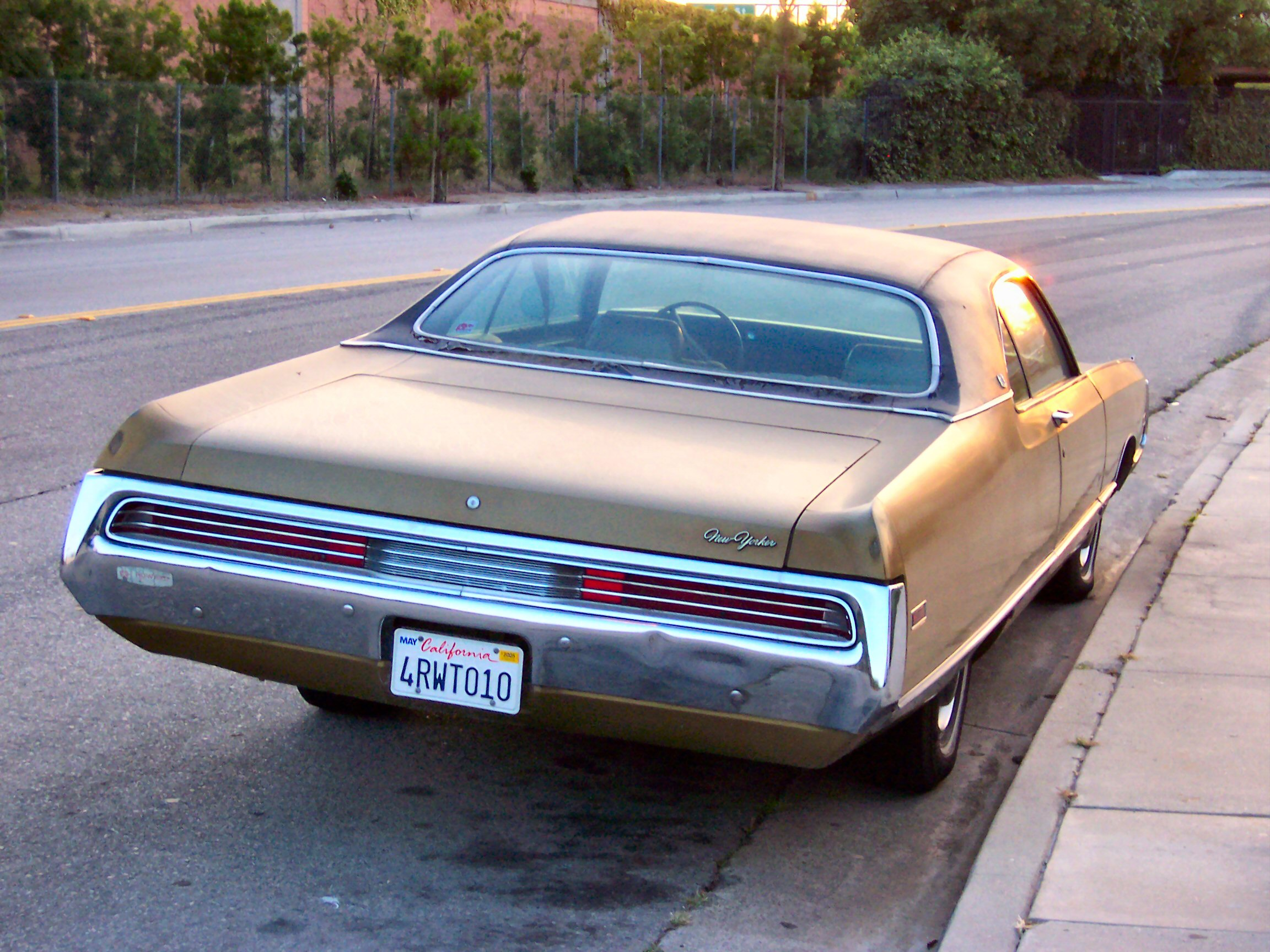
Chrysler New Yorker VIII - tył

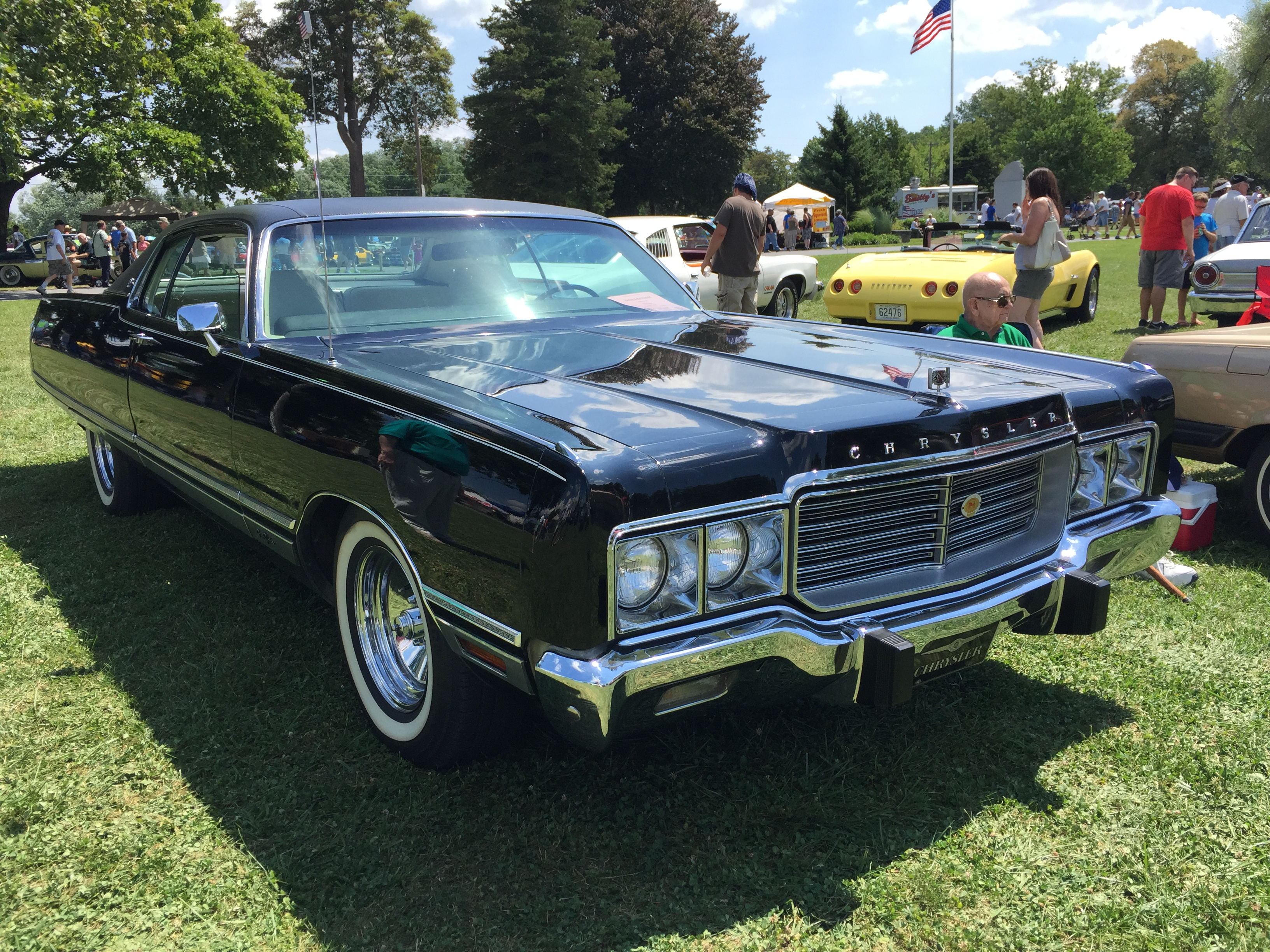
Chrysler New Yorker VIII po liftingu

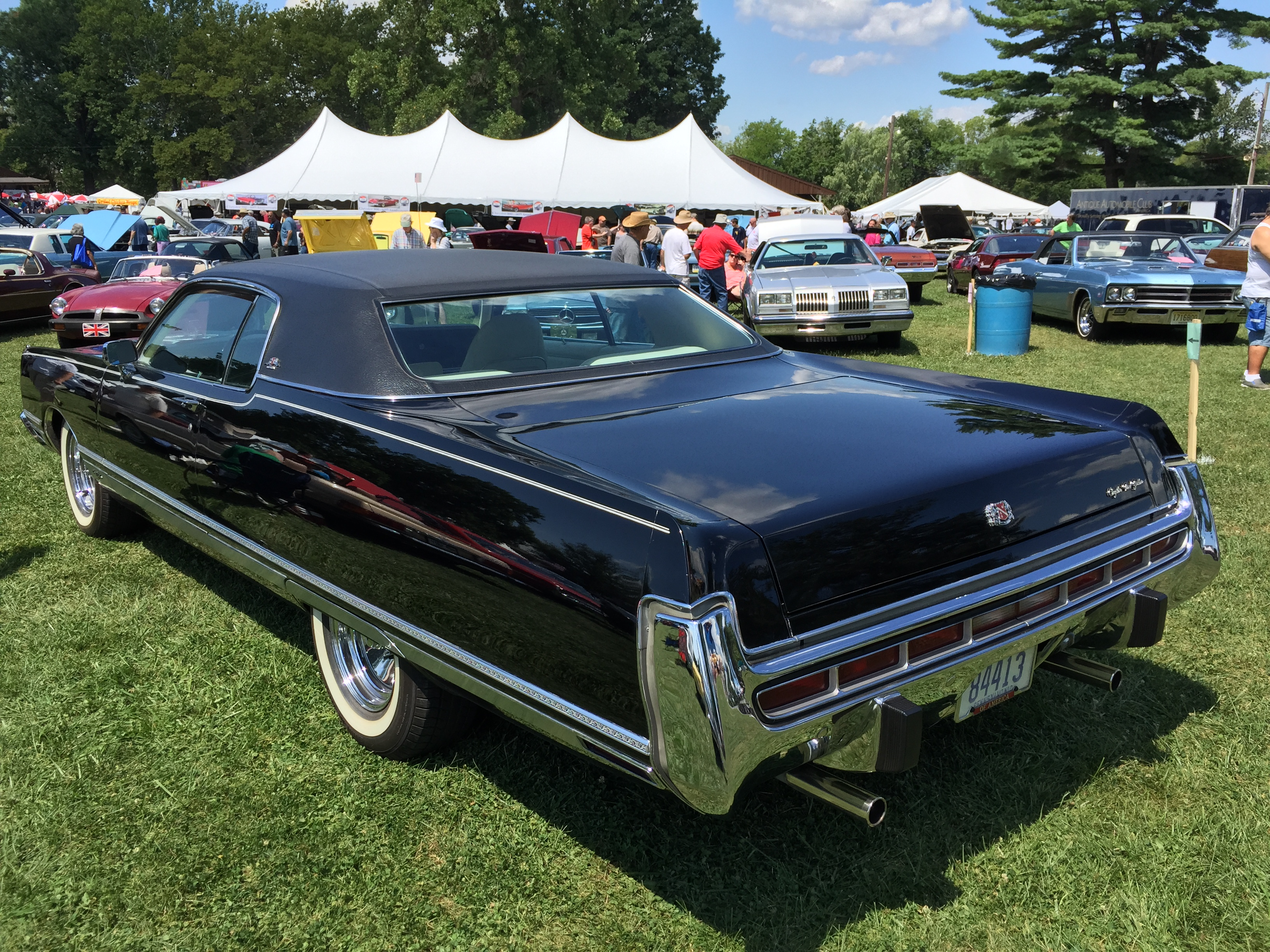
Chrysler New Yorker VIII - tył po liftingu

Chrysler New Yorker VIII został zaprezentowany po raz pierwszy w 1969 roku.
Ósma generacja luksusowej limuzyny New Yorker została zaprezentowana oficjalnie w 1969 roku. Debiut tego wcielenia samochodu przyniósł kolejne zmiany, które obejmowały aktualizacje i unowocześnienie wyglądu. Zmienił się kształt błotników i przetłoczeń, które zyskały smuklejszy kształt. Zmodyfikowano też pas przedni, gdzie krawędzie atrapy chłodnicy zostały bardziej zabudowane, a reflektory utworzyły cztery niezależne klosze.

### Restylizacje
Podobnie jak poprzednicy, podczas trwającej 5 lat produkcji Chrysler New Yorker VIII przeszedł kilka wizualnych restylizacji wdrażanych wraz z każdym rokiem. Największe zmiany pojawiły się w 1973 roku, kiedy to Chrysler wzorem pokrewnego modelu Newport zdecydował się nadać temu modelowi bardziej awangardowy wygląd. Charakterystycznym elementem stały się wyraźniej zarysowane, zaokrąglone błotniki i nachodząca na pas przedni maska z dużą, chromowaną atrapą chłodnicy.

### Silnik
- V8 7.2l RB

## Dziewiąta generacja

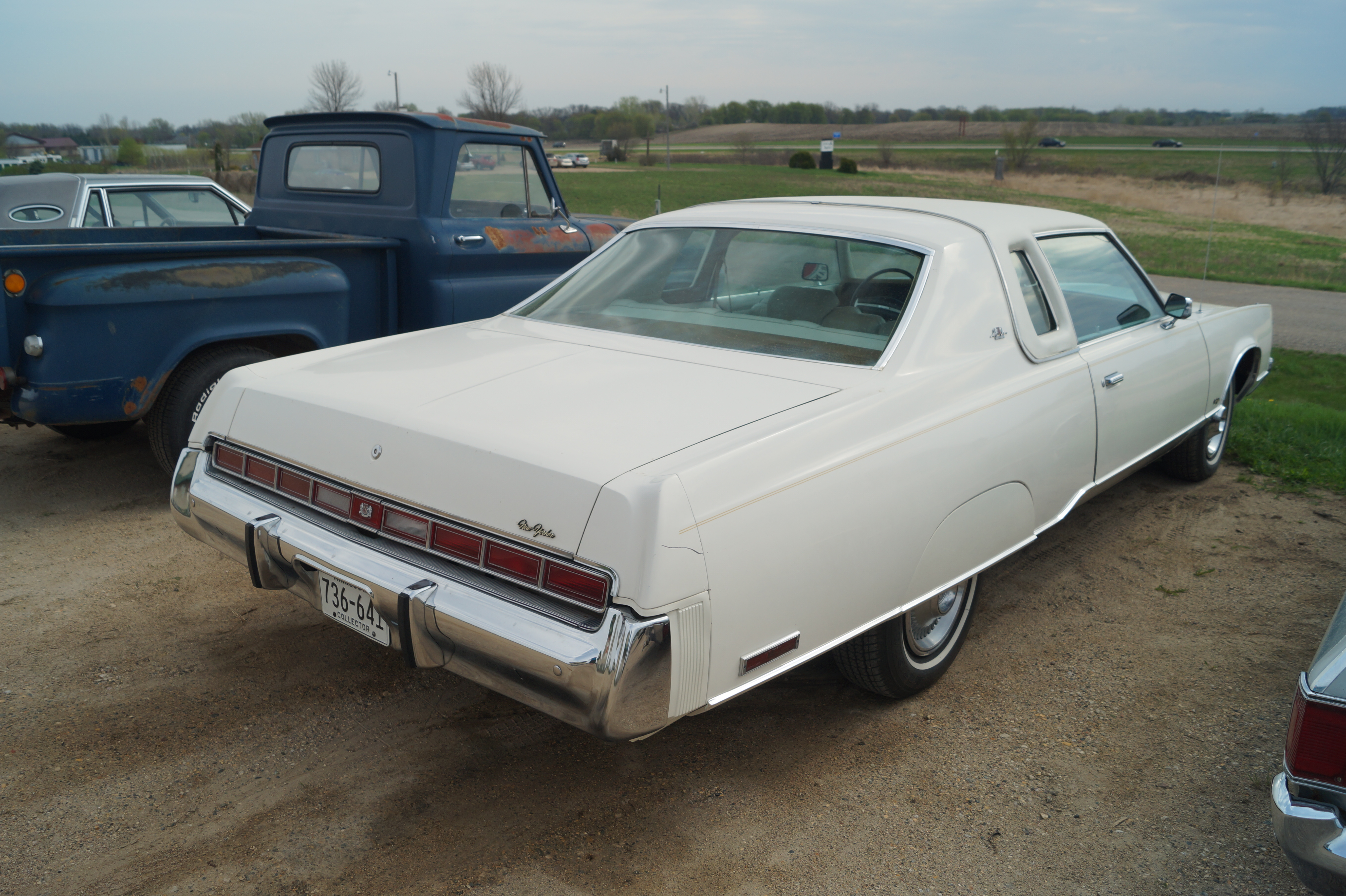
Chrysler New Yorker IX - tył

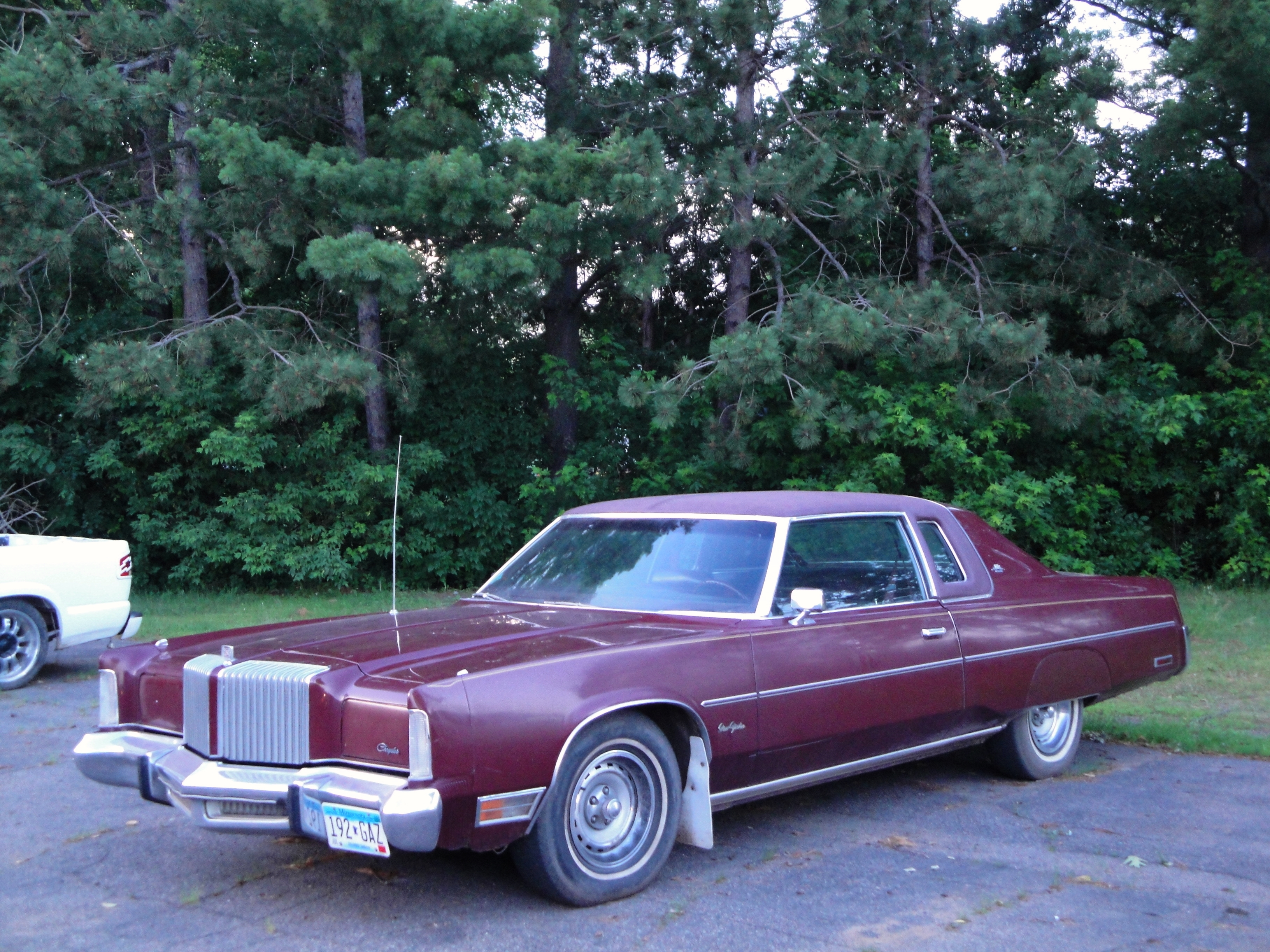
Chrysler New Yorker IX po liftingu

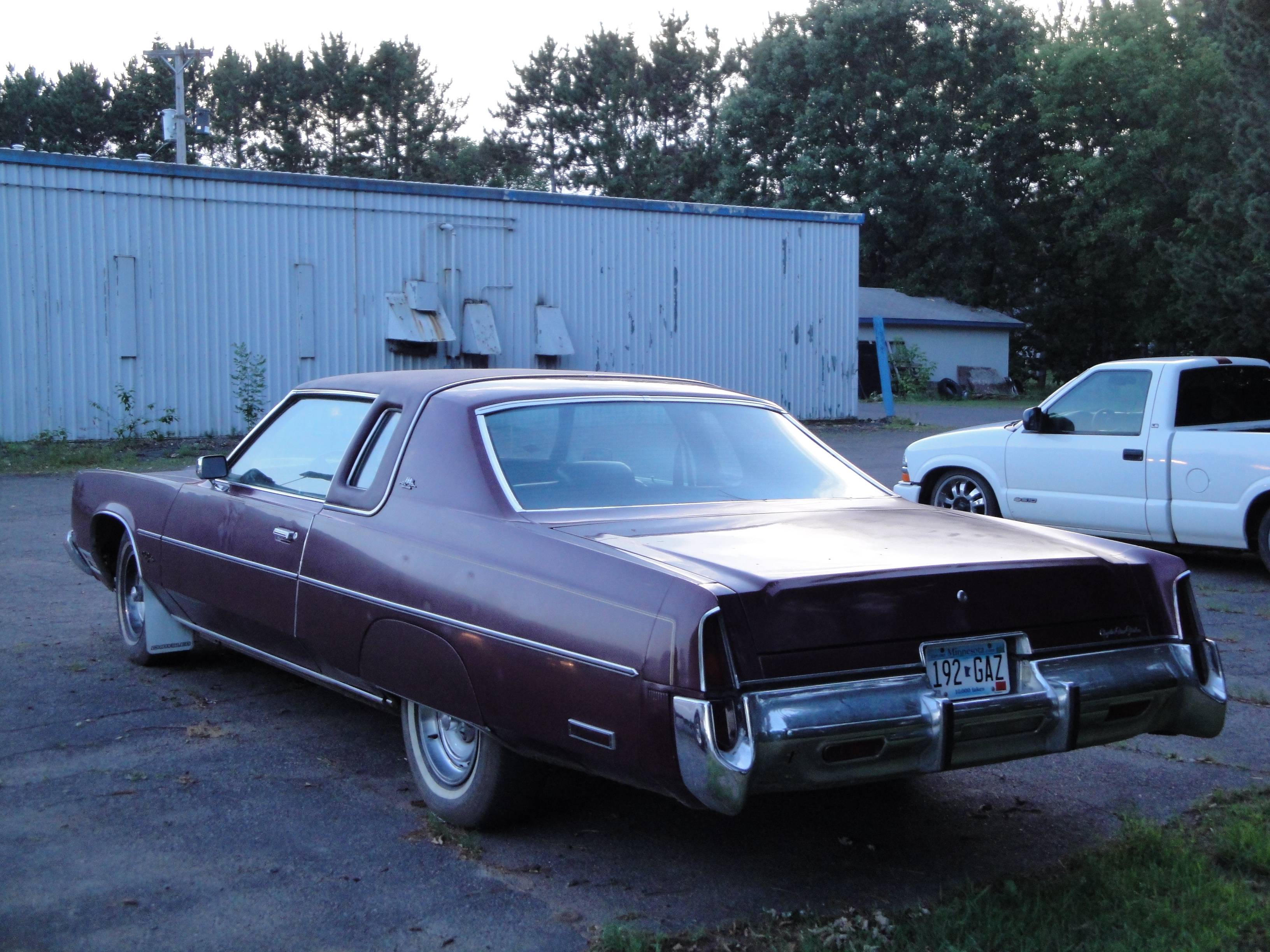
Chrysler New Yorker IX - tył po liftingu

Chrysler New Yorker IX został zaprezentowany po raz pierwszy w 1974 roku.
1974 rok przyniósł gruntowną restylizację Chryslera New Yorker, w ramach której samochód został opracowany na nowej platformie koncernu C-body. Nadwozie zyskało smuklejsze i jeszcze masywniejsze, niż w przypadku poprzednika, proporcje nadwozia. Pojawiły się wyraźniej zarysowane błotniki, a także duże, podwójne reflektory pod oddzielnymi, chromowanymi soczewkami oraz podłużne tylne lampy w kształcie paska.

### Lifting
W ramach przeprowadzonej w 1975 roku modernizacji, Chrysler zdecydował się gruntownie zmienić wygląd New Yorkera. Charakterystycznym rozwiązaniem stylistycznym stały się tym razem chowane reflektory, które skrywały się pod panelami w kolorze nadwozia. Specyficznym rozwiązaniem była też duża, chromowana atrapa chłodnicy wykraczająca poza obrys pasa przedniego, a także podłużne, tylne błotniki z pionowo umiejscowionymi lampami.
Zmodernizowany model zastąpił w portfolio koncernu Chryslera także luksusową limuzynę Imperial, której miejsce przejęła luksusowa odmiana New Yorkera o nazwie Brougham.

### Silniki
- V8 5.9l
- V8 6.6l
- V8 7.2l

## Dziesiąta generacja

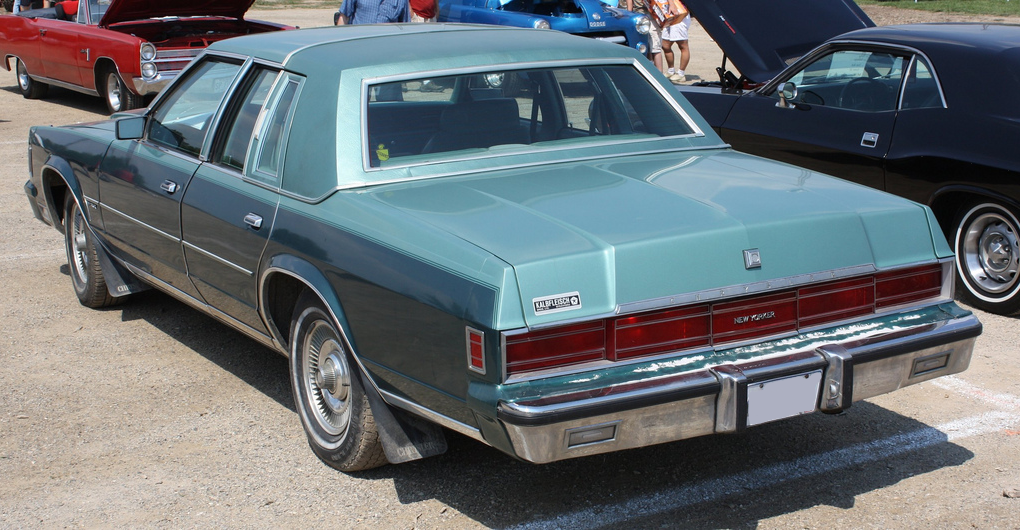
Chrysler New Yorker X - tył

Chrysler New Yorker X został zaprezentowany po raz pierwszy w 1979 roku.
Prezentacja dziesiątej generacji Chryslera New Yorkera pod koniec lat 70. XX wieku przyniosła ewolucyjny zakres zmian w stosunku do poprzednika. Samochód zyskał bardziej stonowane kształty, z mniej wyraźnie zaznaczonymi liniami błotników, a także charakterystycznym, opcjonalnym dwukolorowym malowaniem nadwozia. Podobnie jak w przypadku poprzedniego modelu, reflektory były chowane pod kloszami w tej samej barwie, co lakier nadwozia. Z kolei tylne lampy ponownie zachowano w kształcie podłużnego, świetlnego pasa biegnącego przez całą szerokość tylnej części nadwozia.

### Silniki
- V8 5.2l
- V8 5.9l

## Jedenasta generacja

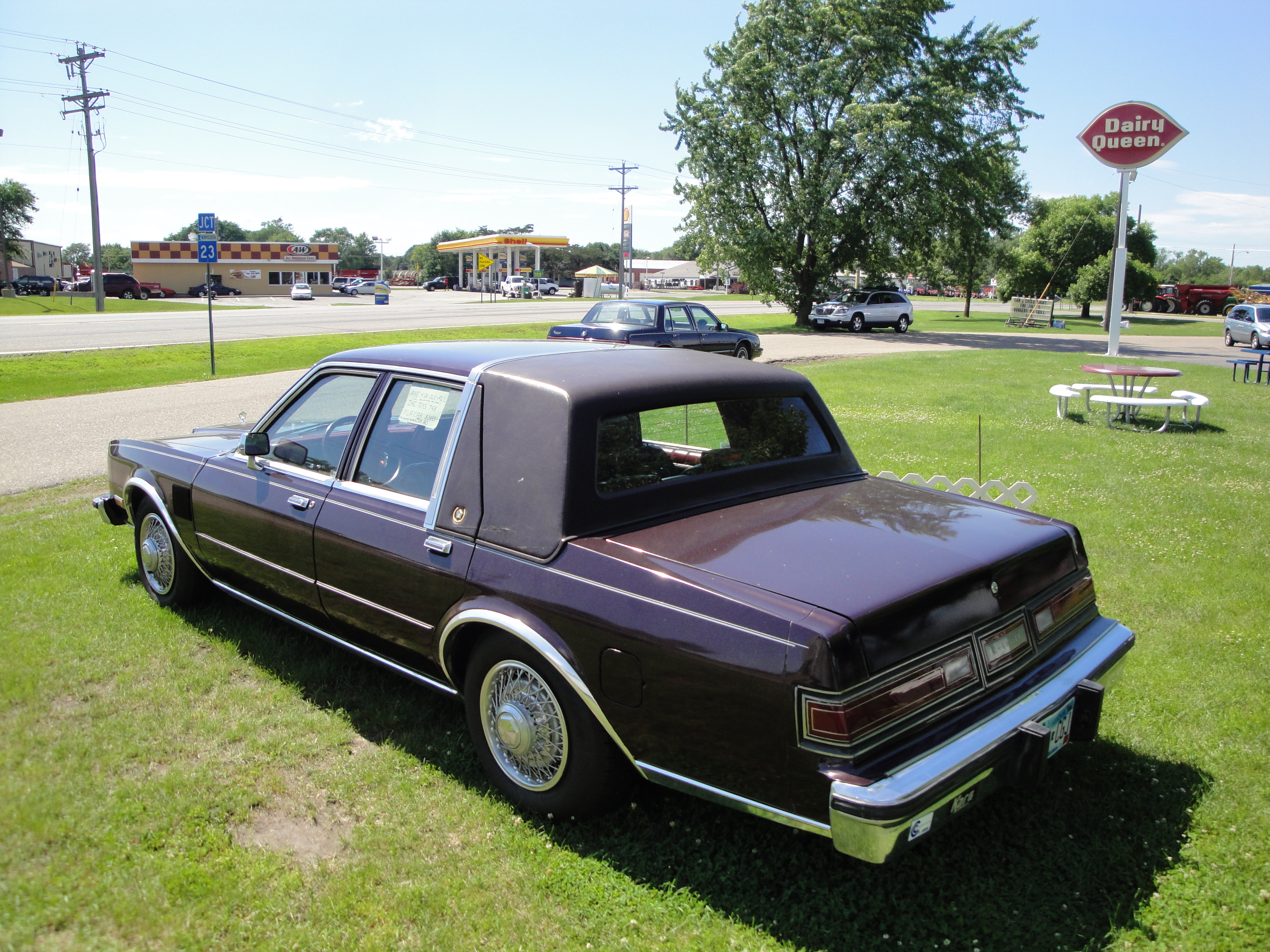
Chrysler New Yorker XI - tył

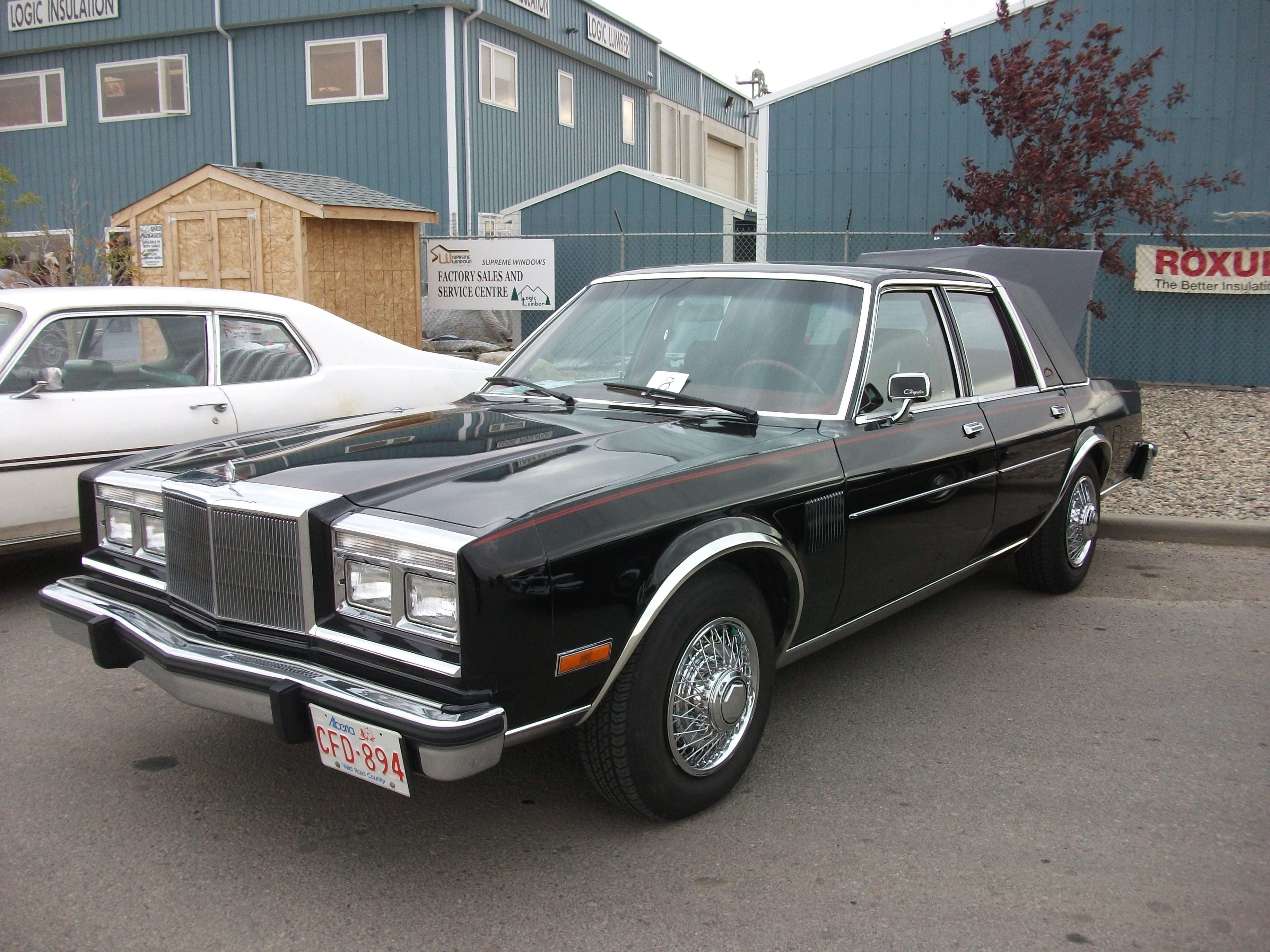
Chrysler Fifth Avenue

Chrysler New Yorker XI został zaprezentowany po raz pierwszy w 1982 roku.
Prezentując jedenastą generację New Yorkera w 1982 roku, Chrysler przyjął zupełnie nową koncepcję wobec tego modelu, niż w przypadku produkowanych w ostatnich dziesięcioleciach poprzedników. Samochód oparto tym razem na produkowanym już od 1977 roku modelu LeBaron, budując go na nieznacznie zmodernizowanej platformie M-body. Samochód przeszedł zmiany głównie pod kątem bardziej luksusowego i bogatszego wyposażenia, zyskując również charakterystyczne chromowane ozdobniki nad reflektorami i dużą, chromowaną atrapę chłodnicy.

### Zmiana nazwy
Po zaledwie roku produkcji, w 1983 roku Chrysler podjął decyzję o wydzieleniu jedenastej generacji New Yorkera z oferty i przemianować ją na oddzielny, niezależny wobec pierwotnej serii modelowej samochód o nazwie New Yorker Fifth Avenue. Rok później, dla podkreślenia odrębnego charakteru modelu, jego nazwę ponownie zmieniono - tym razem na po prostu Chrysler Fifth Avenue.

### Silniki
- L6 3.7l RG
- V8 5.2l LA

## Dwunasta generacja

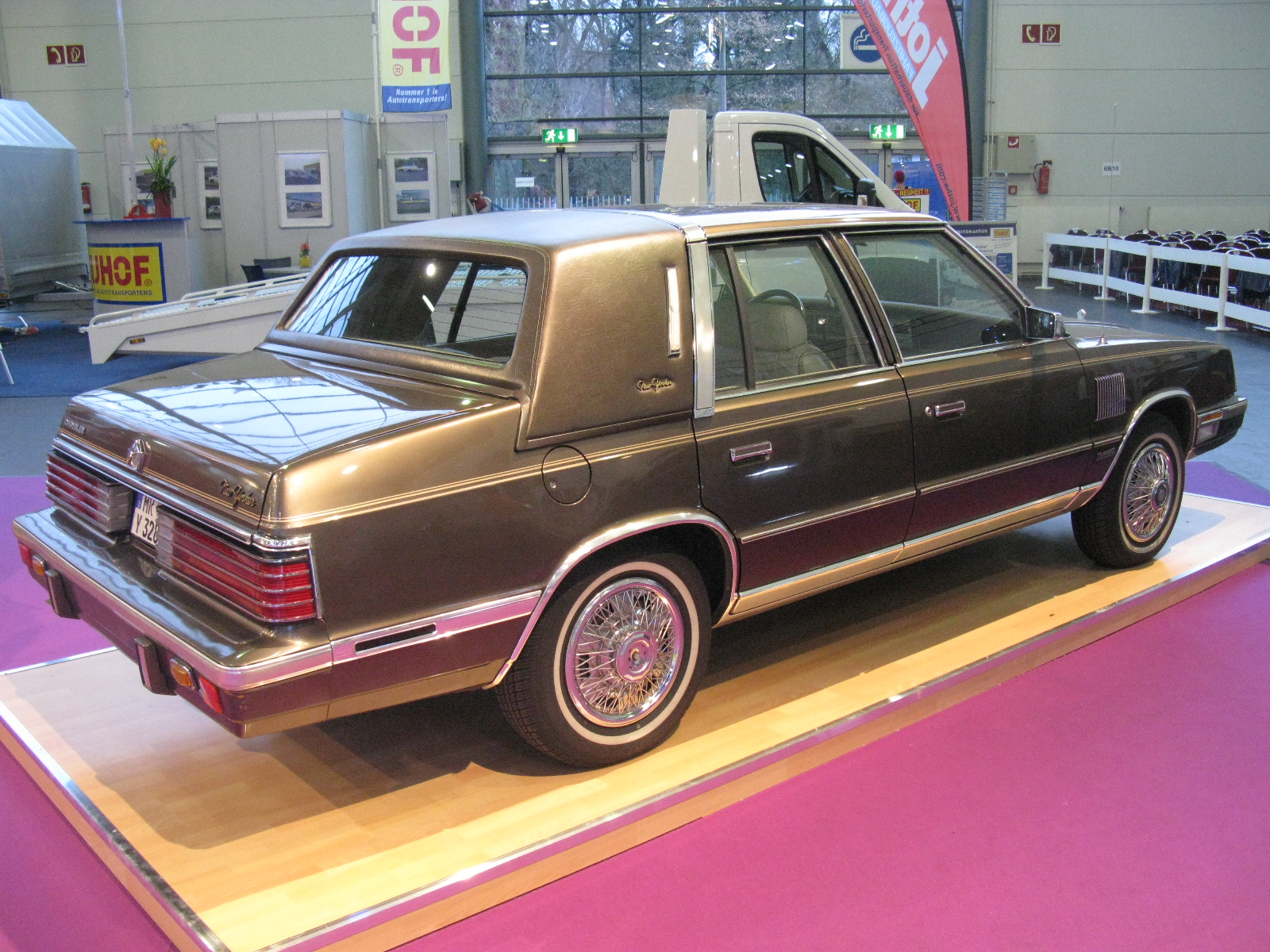
Chrysler New Yorker XII - tył

Chrysler New Yorker XII został zaprezentowany po raz pierwszy w 1983 roku.
Po tym, jak w 1983 roku jedenasta generacja New Yorkera została wydzielona do odrębnej linii modelowej Fifth Avenue, Chrysler zdecydował się opracować już kolejne, dwunaste wcielenie modelu. Aby uniknąć zjawiska wewnętrznej konkurencji wobec Fifth Avenue, samochód został radykalnie zmniejszony, po raz pierwszy wymiarami klasyfikując się zaledwie w klasie średniej. New Yorker XII powstał na platformie E-body, na której zbudowano także bliźniacze modele E-Class i Executive, wobec których New Yorker plasował się jako pośredni, średnio luksusowy wariant. Charakterystycznym elementem wyglądu tego wcielenia było dwukolorowe malowanie nadwozia.

### Silniki
- L4 2.2l K
- L4 2.2l Turbo
- L4 2.5l K
- L4 2.6l Mitsubishi

## Trzynasta generacja

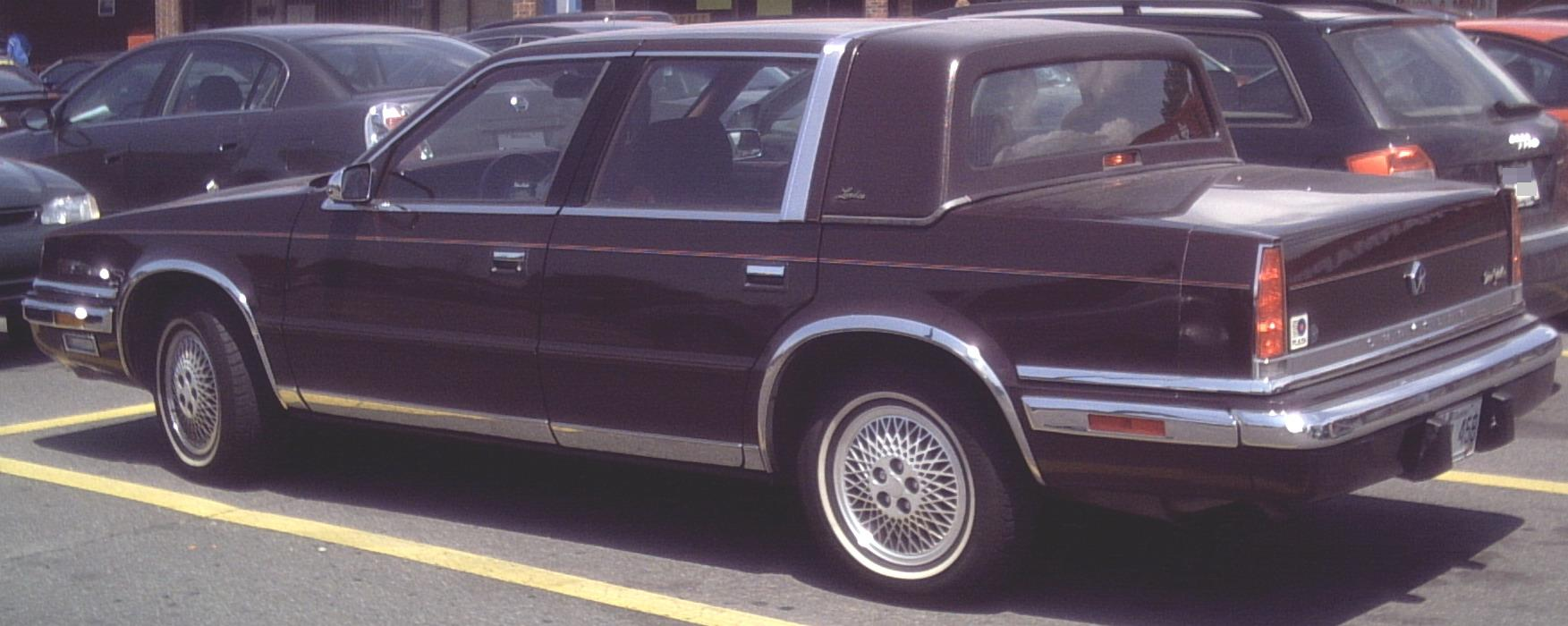
Chrysler New Yorker XIII - tył

Chrysler New Yorker XIII został zaprezentowany po raz pierwszy w 1988 roku.
W 1988 roku Chrysler przedstawił kolejną, trzynastą generację modelu New Yorker, ponownie opracowaną na zupełnie nowej platformie. Tym razem samochód oparto na C-body, razem z bliźniaczym Dodge Dynasty oraz dwoma innymi luksusowymi modelami w ówczesnej ofercie Chryslera - droższym i bardziej luksusowym New Yorkerem Fifth Avenue oraz jeszcze droższym i większym, sztandarowym Imperialem. Trzynasta generacja New Yorkera wyróżniała się charakterystyczną, tylną szybą położoną pod kątem prostym względem bagażnika, a także ponownie zastosowaniem chowanych reflektorów pod nakładką w kolorze nadwozia.

### Silniki
- V6 3.0l Mitsubishi
- V6 3.3l EGA

## Czternasta generacja

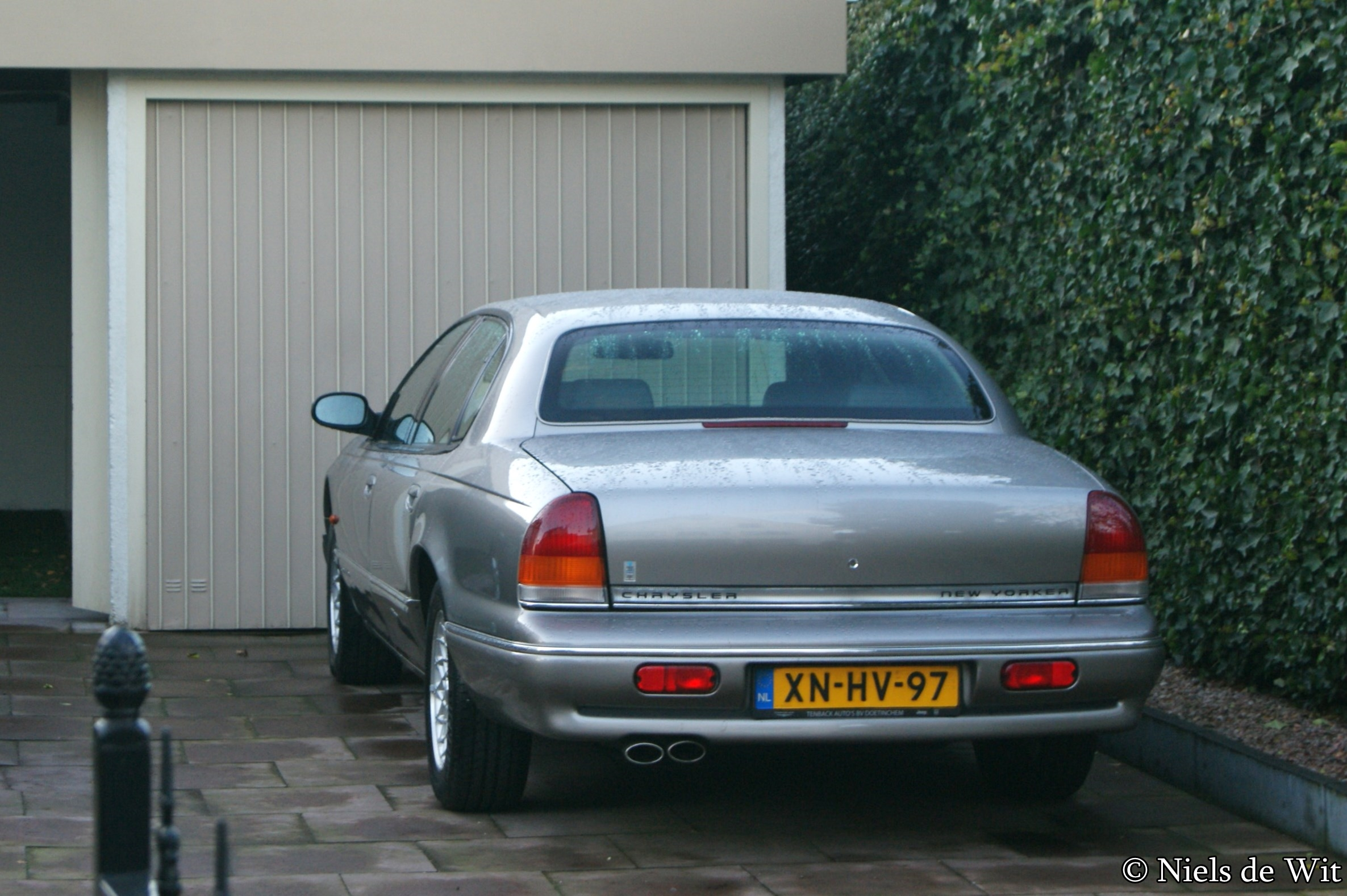
Chrysler New Yorker XIV - tył

Chrysler New Yorker XIV został zaprezentowany po raz pierwszy w 1992 roku.
W styczniu 1992 roku Chrysler zaprezentował czternastą i zarazem ostatnią generację serii modelowej New Yorker, którą opracowano tym razem na platformie Chrysler LH platform, ponownie awansując go do klasy luksusowej. Samochód powstał jako tańsza i bardziej przystępna cenowo wariacja na temat bliźniaczego modelu LHS, wobec którego New Yorker XIV odróżniał się jedynie innymi emblematami i lakierami nadwozia. Samochód charakteryzował się podłużnymi reflektorami, nisko poprowadzoną linią nadwozia i aerodynamicznym kształtem nadwozia.

### Koniec produkcji i następca
W 1997 roku, po 58 latach produkcji i czternastu powstałych generacjach, Chrysler podjął decyzję o zakończeniu produkcji modelu New Yorker bez przewidzianego bezpośredniego kolejnego wcielenia. Samochód zdecydowano się zastąpić przedstawioną rok później drugą generacją nowego luksusowego modelu LHS.

### Silnik
- V6 3.5l EGE